# سانیدین
سانیدین  (به انگلیسی: Sanidine) با فرمول شیمیایی K[AlSi3O8] از مجموعه کانی هاست و از کلمات یونانی Sanis بمعنای پهن و کوتاه (ورقه‌ای) وidein بمفهوم دیدن گرفته شده‌است. محلول در HFو قلیاهای الکالن  از نظر شکل بلور: پهن وکوتاه - ماکله، رنگ: خاکستری - زرد - متمایل به قرمز، شفافیت: شفاف - نیمه شفاف، شکستگی: صدفی - نامنظم، جلا: شیشه‌ای - صدفی، رخ: کامل - مطابق با سطح و، سیستم تبلور: مونوکلینیک و در رده‌بندی سیلیکات است  و منشأ تشکیل آن ماگمائی است.
همایند کانی‌شناسی (پارانژ) آن - بیوتیت- نفلین- کوارتز است
، از نظر ژیزمان بلوری به‌طور محلی فراوان است و بیشتر در آلمان، روسیه و چک اسلواکی یافت می‌شود.

## منبع
- پردیس کشاورزی ایران